# 头堡站
头堡站位于新疆维吾尔自治区哈密市，建于1960年，是兰新铁路的一个车站。距离兰州站1368公里，距上行车站火石泉站16公里，距下行车站二堡站16公里。该站隶属乌鲁木齐铁路局。

## 业务范围
- 客运：办理旅客乘降；行李、包裹托运;
- 货运：办理整车货物发到